# 2793 Valdaj
A 2793 Valdaj (ideiglenes jelöléssel 1977 QV) a Naprendszer kisbolygóövében található aszteroida. Nyikolaj Sztyepanovics Csernih fedezte fel 1977. augusztus 19-én.